# Gerinne 613993
Gerinne 613993 ist ein knapp einen Kilometer langer Gebirgsbach im Ort Zeiringgraben, der einen hinteren Bereich des gleichnamigen Tals durchfließt und in den Zeiringbach mündet.